# 布魯克·馬尼安蒂
布魯克·馬尼安蒂（英語：Brooke Magnanti，1975年11月5日—），是她在博客《Belle de Jour: diary of a London call girl》上的化名，她把當應召女郎的親身經歷寫在博客上與人分享得以成名，她的博客被英國《衛報》評選為2003年度最佳博客，這些文章後來結集出版成《250天倫敦應召日記》一書；英國電視台ITV2更拍成劇集《应召女郎的秘密日记》。
Belle de Jour的真正身份曾引起諸多猜測，直至2009年11月15日《星期日泰晤士報》報導她是一位發育神經毒理學和癌症流行病學專家，2003年在谢菲尔德大学法醫病理學系寫博士研究論文時，因為經濟困難而開始了當伴遊。

## 外部連結
- Belle de Jour（页面存档备份，存于） （英文）